# Simion Filip

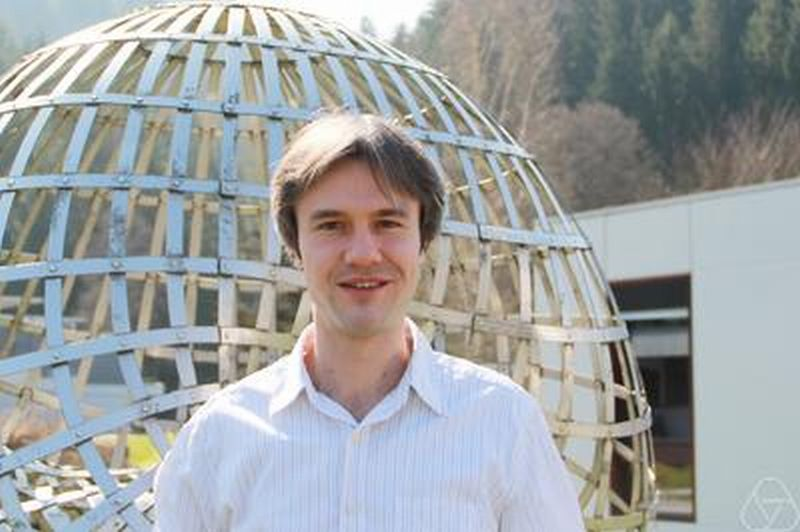
Simion Filip, Oberwolfach 2014

Simion Filip ist ein moldauischer Mathematiker.
Filip stammt aus Chișinău in Moldawien. Er gewann 2004 eine Bronzemedaille auf der Internationalen Mathematikolympiade und 2005 die Silbermedaille. Er studierte an der Unabhängigen Universität in Moskau und wurde 2016 bei Alex Eskin an der University of Chicago promoviert (Teichmüller Dynamics and Hodge Theory).  Als Post-Doktorand war er Junior Fellow der Harvard Society of Fellows an der Harvard University und 2018/19 Clay Research Fellow am Institute for Advanced Study. Er ist Associate Professor an der University of Chicago.
Filip forscht im Schnittfeld von Dynamischen Systemen (Ergodentheorie), insbesondere auf lokal homogenen Räumen und in Teichmüllerräumen, und algebraischer Geometrie (Hodge-Theorie, komplexe Geometrie).
2016 erhielt er den ersten Preis für Dynamische Systeme für junge Mathematiker des Center for Dynamics and Geometry der Penn State. 2016 bis 2021 ist er Clay Research Fellow. Für 2020/21 erhielt er den EMS-Preis (Vortrag: Discrete monodromy groups and Hodge theory).

## Schriften (Auswahl)
- Splitting mixed Hodge structures over affine invariant manifolds, Annals of Mathematics, Band 183, 2016, S. 681–713, Arxiv
- Semisimplicity and rigidity of the Kontsevich-Zorich Cocycle, Invent. Math., Band 205, 2016, S. 617–670, Arxiv
- Zero Lyapunov exponents and monodromy of the Kontsevich-Zorich cocycle, Duke Math. J., Band 166, 2017, S. 657–706, Arxiv
- mit A. Eskin, A. Wright: The algebraic hull of the Kontsevich-Zorich cocycle, Annals of Mathematics, Band 188, 2018, S. 281–313, Arxiv
- Families of K3 surfaces and Lyapunov exponents, Israel J. Math., Band 226, 2018, S.  29–69, Arxiv